# Ptiloris paradiseus
Ptiloris paradiseus là một loài chim trong họ Paradisaeidae.